# Jauns Mēness
Jauns Mēness – łotewski zespół folkrockowy, założony przez Ainarsa Mielavsa i Gintsa Solę w 1987, którzy byli również jedynymi członkami składu podstawowego w 1999 roku, kiedy grupa zakończyła swoją działalność, a Mielavs rozpoczął karierę solową.
Jauns Mēness był jednym z najpopularniejszych zespołów łotewskich po 1990, wydał sześć albumów studyjnych, wybór najpopularniejszych piosenek i antologię wczesnych dzieł zespołu. Grupa zdobyła dwie łotewskie nagrody muzyczne: w roku 1995 za utwór Divatā (w kategorii teledysk) i w 1997 roku za album Garastāvoklis (w kategorii album z muzyką pop lub rock).
Jauns Mēness to pierwszy i jedyny z artystów epoki post-sowieckiej, którym udało się zdobyć Grad Prix prestiżowego i wciąż popularnego festiwalu muzycznego w Sopocie. Stało się to w 1991 roku, kiedy grupa zdobyła również Grand Prix na festiwalu w Bregencji, a jesienią  zespół odwiedził Stany Zjednoczone, gdzie wystąpił w tak znanych miejscach jak nowojorski CBGB’s, bostoński Cabaret Metro czy minneapolitański 1st Avenue.
Nawiązując do popularnego w Irlandii rocku celtyckiego, muzykolog Arts Troitskis określił styl zespołu mianem rocku bałtyjskiego, a sam zespół jako najjaśniejszy i niemal jedyny jego przedstawiciel. Najpopularniejszymi piosenkami zespołu są Pārcēlājs, Piekūns skrien debesīs, Kad mēness jūrā krīt oraz Ai jel manu vieglu prātu. Jauns Mēness wykonywał swoje utwory zarówno po łotewsku, jak i po angielsku, a część z tekstów ich piosenek została zaczerpnięta z pieśni ludowych.
W roku 2005, byli członkowie grupy – Mielavs Ainars, Gints Sola i Juris Kroičs – założyli nowy zespół Mielavs un Pārcēlāji.

## Dyskografia
- Aizlaid šaubas negaisam līdz (1991)
- Izrāde spogulī (1993)
- 100 + 1 vēlēšanās (1995)
- The Best of Jauns Mēness (1995)
- Sirdspukstu intervāls (1996)
- Garastāvoklis (1997)
- Dzīvotājs (1998)
- Kopotie Ieraksti (2001)